# Patrolowce typu Legend
Patrolowce typu Legend – seria jedenastu amerykańskich pełnomorskich patrolowców zbudowanych dla United States Coast Guard (USCG). Jednostki są znane również pod nazwą National Security Cutter (NSC) lub Maritime Security Cutter, Large. Obecnie są to największe patrolowce eksploatowane przez amerykańską straż wybrzeża. W służbie znajduje się dziesięć jednostek, zaś ostatnia znajduje się w budowie. Prawo opcji przewiduje możliwość rozszerzenia zamówienia o dodatkowy patrolowiec.

## Zamówienie i budowa
Na początku lat dwutysięcznych amerykańska straż wybrzeża rozpoczęła poszukiwania następcy eksploatowanego wówczas tuzina pełnomorskich patrolowców typu Hamilton. Jednostki wprowadzono do służby na przełomie lat 60. i 70. XX wieku jako duże i wielozadaniowe jednostki, zdolne do operowania na większości akwenów świata. Przy długości 115 metrów wypierały ponad 3200 ton. Oprócz zadań stricte patrolowych, typ Hamilton wykorzystywany był do prac oceanograficznych, poszukiwania i ratownictwa oraz bojowych – w szczycie zimnej wojny zostały wyposażone w kompleks zwalczania okrętów podwodnych oraz pociski przeciwokrętowe Harpoon.
Projekt uważany był za udany, w związku z tym USCG postanowiła aby nowe jednostki wybudowano w podobnej koncepcji. Straż wybrzeża oczekiwała wielozadaniowych patrolowców, które w razie potrzeby można by było dozbroić w zaawansowane uzbrojenie.
W 2002 roku uruchomiono realizację programu Integrated Deepwater System Program. Scalał w sobie kilka postępowań zakupowych na nowe jednostki patrolowe dla USCG. W jego ramach planowano kupić między innymi osiem pełnomorskich patrolowców spełniających powyższe wymagania. Program nazwano National Security Cutter. Oprócz tego postępowanie Deep Water przewidywało pozyskanie do dwudziestu pięciu średnich, pełnomorskich patrolowców (obecnie budowane jednostki typu Heritage) oraz do pięćdziesięciu ośmiu szybkich kutrów patrolowych typu Sentinel.
W latach 2002–2004 prowadzono prace projektowe nad konstrukcją przyszłych jednostek, po czym projekt został oficjalnie zatwierdzony. Prace nad prototypową jednostką serii – USCGC „Bertholf” – rozpoczęto w 2005 roku. Kadłub patrolowca zwodowano rok później, zaś w 2008 roku „Bertholf” został wcielony do służby w USCG. Ostatecznie zamówienie rozszerzono do jedenastu patrolowców, z czego dziesięć wprowadzono do służby w latach 2008–2024. W budowie znajduje się wciąż ostatnia jednostka serii, przyszły USCGC „Friedman” (stan na wrzesień 2024 roku).

## Służba
Patrolowce typu Legend odgrywają kluczową rolę w różnorodnych misjach amerykańskiej straży wybrzeża, zarówno na wodach krajowych, jak i w operacjach na wodach międzynarodowych. Jednostki te są wykorzystywane do ochrony obszarów morskich, misji ratowniczych, a także wspierania działań obronnych i do międzynarodowych zadań związanych z bezpieczeństwem morskim.
Oprócz tego wykorzystywane są w operacjach zwalczania piractwa morskiego i przemytu narkotyków, zwłaszcza w regionie Karaibów oraz w wodach wokół Ameryki Środkowej i Południowej. Stanowią również ważny element we współpracy z amerykańską marynarką wojenną oraz sojusznikami w różnych regionach świata.

### Jednostki serii
| Lista jednostek serii | Lista jednostek serii | Lista jednostek serii | Lista jednostek serii | Lista jednostek serii | Lista jednostek serii           | Lista jednostek serii |
| Nazwa                 | Numer burtowy         | Położenie stępki      | Wodowanie             | Wejście do służby     | Baza macierzysta                | Uwagi                 |
| --------------------- | --------------------- | --------------------- | --------------------- | --------------------- | ------------------------------- | --------------------- |
| USCGC „Bertholf”      | WMSL 750              | 29 marca 2005         | 29 września 2006      | 4 sierpnia 2008       | Alameda, Kalifornia             |                       |
| USCGC „Waesche”       | WMSL 751              | 11 września 2006      | 12 lipca 2008         | 7 maja 2010           | Alameda, Kalifornia             |                       |
| USCGC „Stratton”      | WMSL 752              | 20 lipca 2009         | 23 lipca 2010         | 31 marca 2012         | Alameda, Kalifornia             |                       |
| USCGC „Hamilton”      | WMSL 753              | 5 września 2012       | 10 sierpnia 2013      | 6 grudnia 2014        | Charleston, Karolina Południowa |                       |
| USCGC „James”         | WMSL 754              | 17 maja 2013          | 3 maja 2014           | 8 sierpnia 2015       | Charleston, Karolina Południowa |                       |
| USCGC „Munro”         | WMSL 755              | 5 listopada 2014      | 12 września 2015      | 1 kwietnia 2017       | Alameda, Kalifornia             |                       |
| USCGC „Kimball”       | WMSL 756              | 4 marca 2016          | 17 grudnia 2016       | 24 sierpnia 2019      | Honolulu, Hawaje                |                       |
| USCGC „Midgett”       | WMSL 757              | 30 stycznia 2017      | 22 listopada 2017     | 24 sierpnia 2019      | Honolulu, Hawaje                |                       |
| USCGC „Stone”         | WMSL 758              | 14 września 2018      | 4 października 2019   | 19 marca 2021         | Charleston, Karolina Południowa |                       |
| USCGC „Calhoun”       | WMSL 759              | 23 lipca 2021         | 3 kwietnia 2022       | 20 kwietnia 2024      | Charleston, Karolina Południowa |                       |
| USCGC „Friedman”      | WMSL 760              |                       |                       |                       | Charleston, Karolina Południowa | w budowie             |
| TBA                   | WMSL 761              |                       |                       |                       |                                 | niezamówiony          |

## Dane techniczne
Patrolowce typu Legend to największe patrolowce służące obecnie w amerykańskiej straży wybrzeża, zoptymalizowane pod kątem działań w każdym regionie świata. Przy długości 127 metrów długości, jednostki wypierają 4700 ton. Maksymalna szerokość kadłuba wynosi 16,4 m, zaś zanurzenie – 6,8 metra. Ich autonomiczność wynosi sześćdziesiąt dni, z kolei zasięg oscyluje w granicach 12 tysięcy mil morskich. Załoga liczy maksymalnie do 120 osób.
Napęd zbudowano w układzie CODAG (Combined Diesel and Gas Turbine) i składa się z dwóch silników wysokoprężnych MTU 20V 1163 o mocy 9900 KM każdy oraz pojedynczej turbiny gazowej General Electric LM2500 o mocy 30 000 KM. Pozwala to na osiągnięcie prędkości przekraczającej 28 węzłów.
Patrolowce dysponują również stosunkowo silnym uzbrojeniem w porównaniu z innymi jednostkami tej klasy na świecie. Główne uzbrojenie stanowi dziobowa armata automatyczna Bofors Mk 110 kalibru 57 milimetrów, służącą do zwalczania zarówno celów nawodnych jak i powietrznych. Uzupełnia je system obrony bezpośredniej Phalanx CIWS Block 1B w odmianie Baseline 2. Całość uzupełniana jest przez cztery karabiny maszynowe Browning M2 kalibru 12,7 milimetra oraz dwa karabiny M240B kalibru 7,62 milimetra. W razie konieczności przewidziano możliwość wyposażenia patrolowców w inne uzbrojenie, między innymi wyrzutnie SeaRAM dla pocisków przeciwlotniczych RIM-116. 
Patrolowce typu Legend dysponują także bogatym pakietem sensorów. W ich skład wchodzi między innymi trójwspółrzędna stacja radiolokacyjna TRS-3D, służąca do wykrywania celów powietrznych i nawodnych. Do kierowania ogniem służy radar kierowania ogniem AN/SPQ-9. Oprócz tego jednostki otrzymały system walki elektronicznej AN/SLQ-32, wyrzutnie celów pozornych Mark 36 SRBOC, oraz optoelektroniczny system kierowania ogniem Mk 46 lub Mk 20 Mod 0 (zależnie od konkretnej jednostki). W rufowej części kadłuba ulokowano rampę dla łodzi motorowych oraz lądowisko i hangar dla pojedynczego śmigłowca i dwóch bezzałogowców.

## Galeria

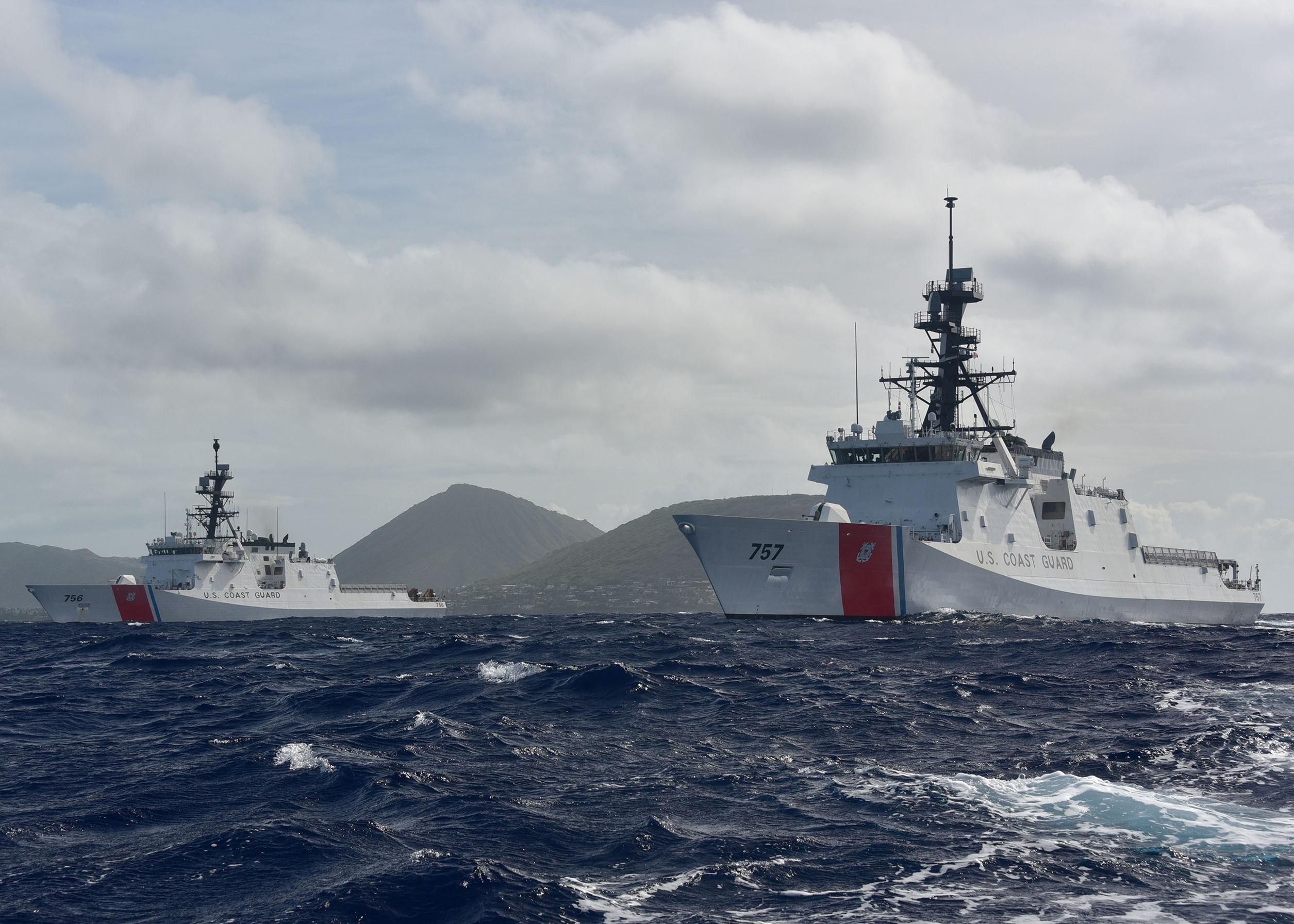
USCGC „Midgett” (WMSL 757) oraz USCGC „Kimball” (WMSL 756).
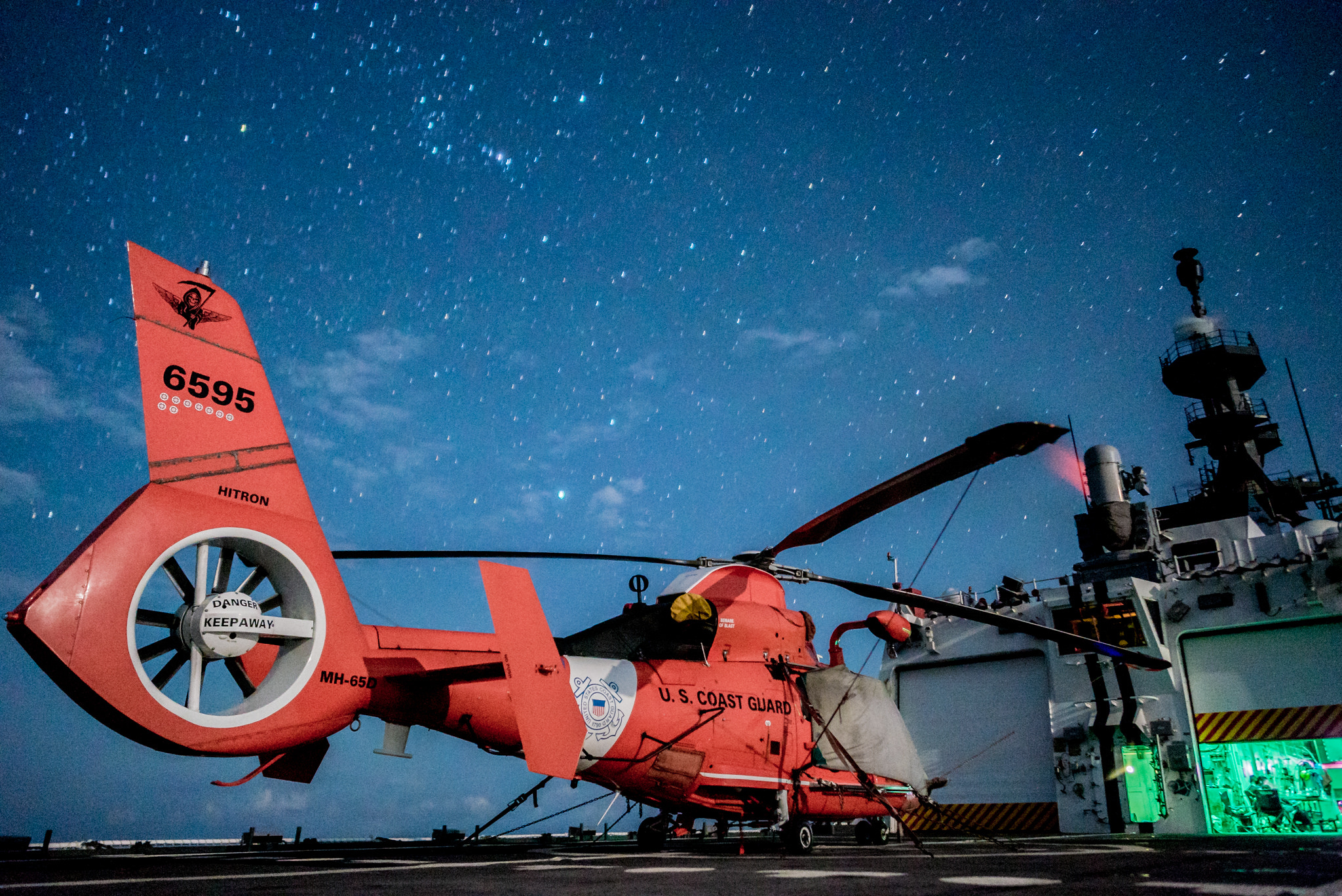
Śmigłowiec MH-65 Dolphin na pokładzie jednego z patrolowców typu Legend.
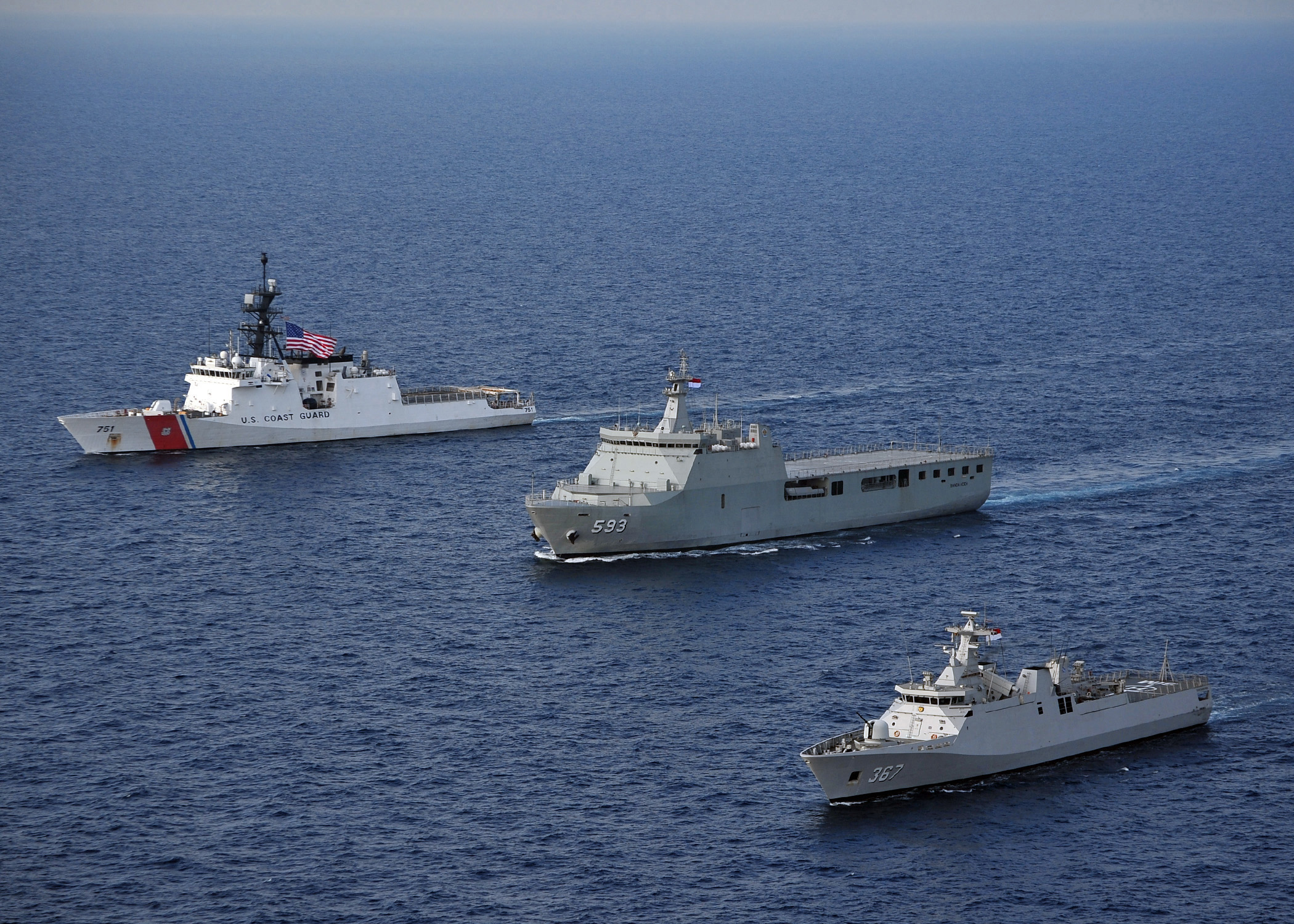
USCGC „Waesche” (WMSL 751) podczas wspólnych ćwiczeń z indonezyjskim okrętem desantowym „Banda Aceh” (BAC 593) i korwetą „Sultan Iskandar Muda” (SIM 367).
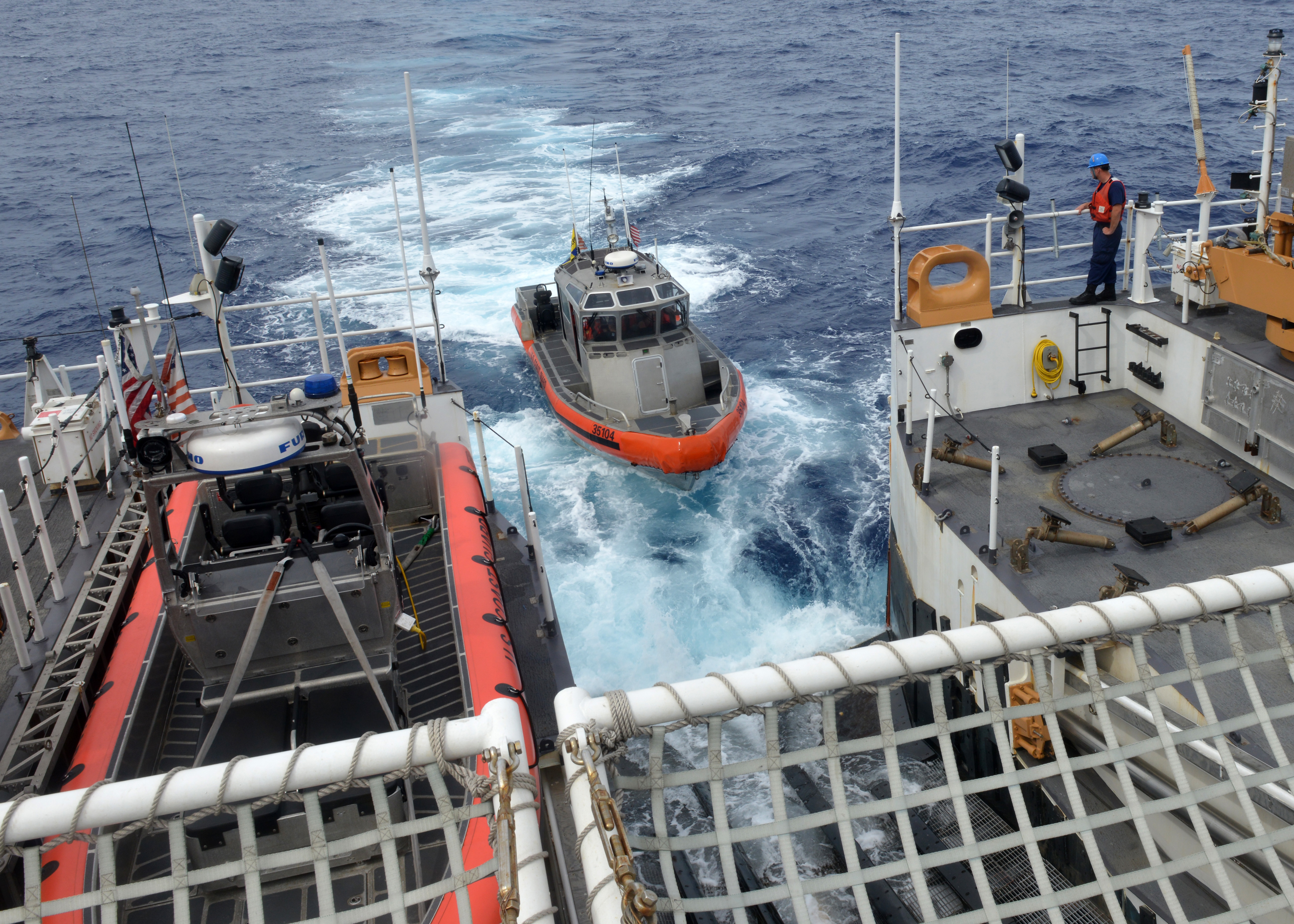
Rufowa rampa dla łodzi motorowych na USCG „Munro”.